# Marrowbone
Marrowbone (El secreto de Marrowbone) è un film del 2017 scritto e diretto da  Sergio G. Sánchez.

## Trama
1968. Lasciata l'Inghilterra per sfuggire a un passato difficile a causa del marito, Rose Fairbairn e i figli, Jack, Billy, Jane e il piccolo Sam, arrivano a Marrowbone, una vecchia tenuta di proprietà della famiglia di Rose nell'America rurale. Qui i cinque, che per evitare che il loro passato infici anche il futuro, nel nuovo continente si presentano come i Marrowbone, passano un'estate serena insieme alla loro vicina di casa Allie, di cui Jack si innamora corrisposto.
Ben presto Rose si ammala gravemente, fa promettere a Jack di non dire a nessuno della sua morte finché non avrà compiuto 21 anni (altrimenti i quattro verranno separati) e gli rivela di essere in possesso di 10.000£ del marito. Alla sua morte Jack, Jane, Billy e Sam seppelliscono il corpo della madre in giardino e decidono di mantenere il segreto sulla sua morte ma, un giorno, arriva nella proprietà una figura sconosciuta che spara contro una finestra della casa.
Sei mesi dopo. Mentre Jack, che soffre di svenimenti, vieta ai fratelli di uscire dalla proprietà e una presenza sinistra, denominata "il fantasma", tormenta i ragazzi manifestandosi negli specchi - che per questo vengono coperti - o con rumori provenienti dalla soffitta, la cui porta è murata. L'avvocato locale, Tom Porter, incaricato del passaggio di proprietà di Marrowbone, arriva alla casa chiedendo di Rose; è così che Billy recupera i soldi che avevano nascosto presso un ruscello nella proprietà, Jane falsifica la firma della madre e Jack convince l’avvocato, che tanto presto lascerà la cittadina per trasferirsi a New York, ad andarsene senza aver visto Rose. 
Probabilmente a causa dell’uso dei soldi, "il fantasma" torna a tormentare i ragazzi e così viene rivelato che la figura che sei mesi prima sparò contro la casa era Simon Fairbairn - marito di Rose e padre dei ragazzi - e che Jack era riuscito a murarlo nella soffitta per poi lasciarlo morire di fame; è così che, per rabbonire lo spirito del padre, Billy getta il resto dei soldi nella soffitta attraverso il comignolo della casa. 
Tutto sembra andato per il meglio finché Tom, informato dal suo nuovo datore di lavoro che lo studio legale lo assumerà solo come socio e che quindi dovrà acquistare una quota per 5.000$, decide di ricattare i Marrowbone: se non gli daranno parte delle 10.000£, lui rivelerà a tutti la verità su Simon Fairbairn. In realtà Tom ha già rivelato a qualcuno il segreto dei Fairbairn, infatti, per screditare Jack agli occhi di Allie di cui è innamorato, ha fornito alla ragazza una cartella coi ritagli di giornale riguardanti Simon: l’uomo, noto come "La Bestia di Bampton", è un ladro e assassino inglese molto violento - ha abusato della sua stessa figlia Jane, con la quale ha concepito Sam - che è stato catturato e condannato l’anno prima grazie alla testimonianza del figlio Jack ma che, pochi mesi dopo, è evaso di prigione.
Per impedire che Tom riveli a tutti cosa ha fatto il loro padre, Billy scende in soffitta dal comignolo per recuperare i soldi ma, qui, viene aggredito da Simon che è ancora vivo; essendo riuscito a sfuggire all’assalto dell’uomo, ma non a recuperare il denaro, Billy informa Jack e lo sprona ad affrontarlo insieme ma Jack, sconvolto dalla notizia, sviene e ha una crisi epilettica. Preoccupata per Jack, Jane decide che devono dire la verità ad Allie e con un messaggio morse, la attira al ruscello dove lei e i fratelli si erano conosciuti. Qui Allie trova solo un diario e, sfogliandolo, scopre cosa è successo davvero a Marrowbone sei mesi prima: Simon, armato e in cerca di vendetta, arriva alla proprietà così Jack, dopo aver chiuso i fratelli in soffitta per proteggerli, lo attira al ruscello ma viene tramortito dall’uomo che si precipita alla casa, entra nella soffitta attraverso il comignolo e uccide i figli per poi venir murato vivo da Jack che, nel mentre, era sopraggiunto; il trauma causato dall’incapacità di salvare i fratelli ha indotto Jack, dopo un primo tentativo di suicidio, a sviluppare un disturbo di personalità multipla (quelle di Billy, Jane e Sam) e ciò spiega i frequenti svenimenti di Jack, gli specchi coperti e il fatto che solo lui potesse uscire.
Allie corre a Marrowbone e, dopo esser stata cacciata da Jack in piena crisi psicotica, scopre che Tom, convinto che il denaro fosse nascosto in soffitta, ha abbattuto il muro e che, una volta entrato, oltre ad aver trovato i soldi e i cadaveri di Billy, Jane e Sam, è stato aggredito da Simon; aggredita a sua volta, Allie chiama in aiuto Jack che torna in sé, trova il coraggio di entrare nella soffitta e, finalmente, uccidere il padre con un colpo di fucile.
Mesi dopo, Allie convince lo psichiatra di Jack a farlo dimettere e, con la promessa di dargli sempre le medicine, i due vanno a vivere a Marrowbone dove, non solo Allie non gli somministra gli antipsicotici, ma lo asseconda nella sua allucinazione che i fratelli siano ancora vivi, persuasa che sia l'unica soluzione per non farlo precipitare nella disperazione più assoluta.

## Produzione
Le riprese hanno avuto luogo nelle Asturie della Spagna settentrionale e nel comune spagnolo di Terrassa. Il budget speso ammonta a circa 6,72 milioni di euro.

## Distribuzione
Il film è stato presentato in anteprima l'11 settembre 2017 al Toronto International Film Festival e distribuito nelle sale cinematografiche spagnole il 27 ottobre 2017.

## Accoglienza

### Pubblico
Il film ha incassato circa 10,25 milioni di euro.

### Critica
Sull'aggregatore Rotten Tomatoes il film riceve il 48% delle recensioni professionali positive con un voto medio di 5,3 su 10 basato su 73 critiche, mentre su Metacritic ottiene un punteggio di 63 su 100 basato su 5 critiche.

## Riconoscimenti
- 2018 - Premio Goya
  - Candidatura per il Miglior regista esordiente